# Президентські вибори в Південній Осетії 2012
Президентські вибори в самопроголошеній Південній Осетії 25 березня і 8 квітня 2012 пройшли на 84 дільницях. У списки виборців внесено 34 360 осіб. Явка в першому турі перевищила 70 %, у другий тур вийшли Л. Тібілов (42,48 % голосів) і Д. Санакоєв (24,58 %). У другому турі переміг Л. Тібілов. 

## Кандидати

### Зареєстровані
- Тібілов Леонід Харитонович, консультант Повноважного представника Президента РПО з питань постконфліктного врегулювання грузино-осетинських взаємин
- Санакоєв Давид Георгійович, омбудсмен
- Медоєв Дмитро Миколайович, посол в Росії
- Кочієв Станіслав Якович, лідер комуністичної партії. У другому турі партія підтримала Л. Тібілова[4].

### Незареєстрованні
Відмовлено в реєстрації з посиланням на порушення в підписних листах: 
- Дзіццойти Юрій, віце-спікер парламенту[5]
- Зассеєв Сергій[6]
- Бітієв Сергій, головний судовий пристав Мін'юсту[7][8]

Не здали іспит на володіння державними мовами: Моріс Санакоєв, Олег Козаєв, Інал Дзукаєв та Павло Кумарітов. 
Ряд інших кандидатів відкликали свої кандидатури. 